# あま市立甚目寺西小学校
あま市立甚目寺西小学校（あましりつ じもくじにししょうがっこう）とは、愛知県あま市新居屋にある公立小学校である。

## 概要
- 1980年（昭和55年）に旧甚目寺町の4番目の小学校として開校[2]。
- 学級数：全19クラス、児童数：450名[2]。(令和4年5月1日現在)

## 教育目標

### 校訓
- 「あかるく やりぬく たくましい子」[1]

### 目指す児童像
- にこにこと笑顔で生活する子
- しんけんに自ら学び合う子
- つよい心と体をもった子
- こころの豊かな子

## 沿革

### 年表
- 1980年（昭和55年） - 「甚目寺町立西小学校」が開校。
- 2010年（平成22年） - あま市誕生に伴い、「あま市立甚目寺西小学校」と改称。

### 生徒数の変遷
『愛知県小中学校誌』（2018年）によると、生徒数の変遷は以下の通りである。
| 1980年（昭和55年） | 518人 |  |
| 1987年（昭和62年） | 360人 |  |
| 1997年（平成9年）  | 282人 |  |
| 2007年（平成19年） | 327人 |  |
| 2017年（平成29年） | 322人 |  |

## 通学区域
旧甚目寺町西部地区 。
甚目寺
- 大渕、稲荷新田、稲荷、乾出、寺西、二伴田、山之浦（ただし、稲荷、乾出、寺西、山之浦については鉄道軌道敷地より北側区域とする）

新居屋
- 山、岩屋、清明、大日、高畑、辻畑、鶴田、江ノ橋、久渕郷、三反通、西大池、東大池、東高田、阿弥陀寺、善左屋敷、新居屋郷、新町、又屋敷、新田、茶屋、上古川(ただし、新田、茶屋、上古川については鉄道軌道敷地より北側区域とする)

## 進学先中学校
- あま市立甚目寺中学校

## 周辺
- 名古屋第二環状自動車道甚目寺北IC
- 国道302号（名古屋環状2号線）
- アオキスーパー甚目寺店

## 交通アクセス
- 名鉄津島線 「七宝駅」より東へ徒歩約15分